# Rouvroy-les-Merles
Rouvroy-les-Merles è un comune francese di 108 abitanti situato nel dipartimento dell'Oise della regione dell'Alta Francia.

## Società

### Evoluzione demografica
Abitanti censiti